# Eduard Nepomuk Kozič
Eduard Nepomuk Kozič (Ede Kozics) (21. května 1829, Dubnica nad Váhom – 25. dubna 1874, Bratislava) byl slovenský fotograf a vynálezce, známý také díky svému fotografickému ateliéru v centru Bratislavy. Vytvořil obrazy památek Bratislavy a okolí, ale byl známý také jako autor portrétů (Franze Liszta, hraběte Gézu Zicha a dalších). Vynalezl a nechal si patentovat postup přenesení fotografie na plátno, slonovou kost, porcelán, dřevo, sklo a email. Od roku 1850 byl nejprominentnějším fotografem v Bratislavě. Jeho portréty byly vrcholem tehdejší tvorby. Získal řadu medailí a ocenění z výstav (Paříž 1867 a 1870, Hamburk 1868, Linec 1872). Zemřel 25. dubna 1874 v Bratislavě. Řadí se mezi průkopníky portrétní fotografie své doby (do roku 1918) jako byli například Jozef Božetech Klemens, Bedřich Anděl, Jindřich Eckert, František Fridrich, Jan Nepomuk Langhans, Karel Novák, Karol Divald, Alfons Mucha, Vladimír Jindřich Bufka, Wilhelm Horn nebo Josef Anton Trčka.

## Životopis
Poprvé se setkal s daguerrotypií v roce 1847. Poznatky získal od cestujícího fotografa Johana Bubeníka. Brzy se také naučil techniku kalotypie (talbotype) a kolodiový proces od Andrease Grolla z Vídně v období let 1847–1850.
Jeho první ateliér byl v zahradním pavilonu Slubekova domu na Gaisgasse (dnes Kozí 33) koncem 40. let 19. století (asi 1847). Jeho druhé studio bylo na Promenádě číslo 34 v letech 1856–1868 (nyní Hviezdoslavovo náměstí). Dne 1. října 1868 otevřel v nově postavené budově na Promenádě 2 (později přejmenována na Sétatér 9, Kossuth Lajos Platz / Kossuth Lajostér 9, dnes Hviezdoslavovo náměstí 4), v těsné blízkosti hotelu Zum Grünen Baum (dnes hotel Carlton) své třetí studio. To bylo známé svou živou společenskou atmosférou. Mezi Kozičovy blízké přátele patřil údajně i Franz Liszt. Kozič zhotovil několik jeho portrétů a na oplátku Liszt odehrál několik koncertů v salonu Kozičova ateliéru. Kozič byl jedním z nejvýznamnějších občanů Bratislavy. Byl považován za „jednoho z nejlepších 'světlomalířů' celé královské koruny.“ Po jeho smrti, studio nadále provozovala jeho manželka Karolina Kozič-Helle do roku 1926. Artefakty z ateliéru jsou archivovány v muzeích v Bratislavě a Košicích. Kozičovy fotografie jsou součástí sbírek Matice slovenské, Národního muzea v Martině a Slovenské národní galerie v Bratislavě. Kozičovi měli následující děti: Karolína Eleonóra Ema (* 3. října 1856), Pavlína Jozefina (* 27. června 1859), Eduard František Xaver (* 2. ledna 1864) a Eduard Karel Boromejský (* 20. července 1874, po smrti otce).

## Galerie

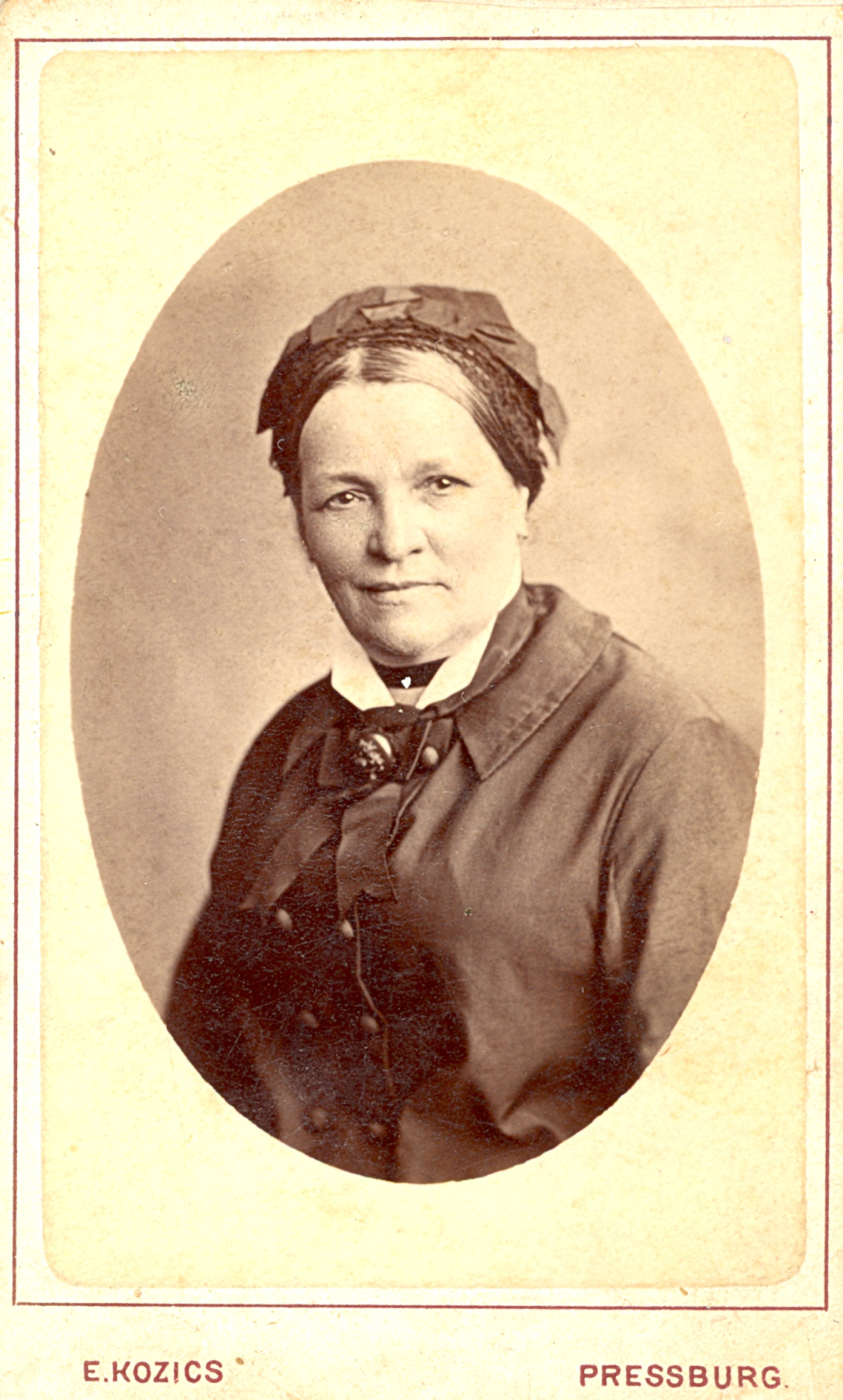
Anna Jurkovičová
Hermina Tauscher-Geduly, první maďarská horolezkyně, 1874
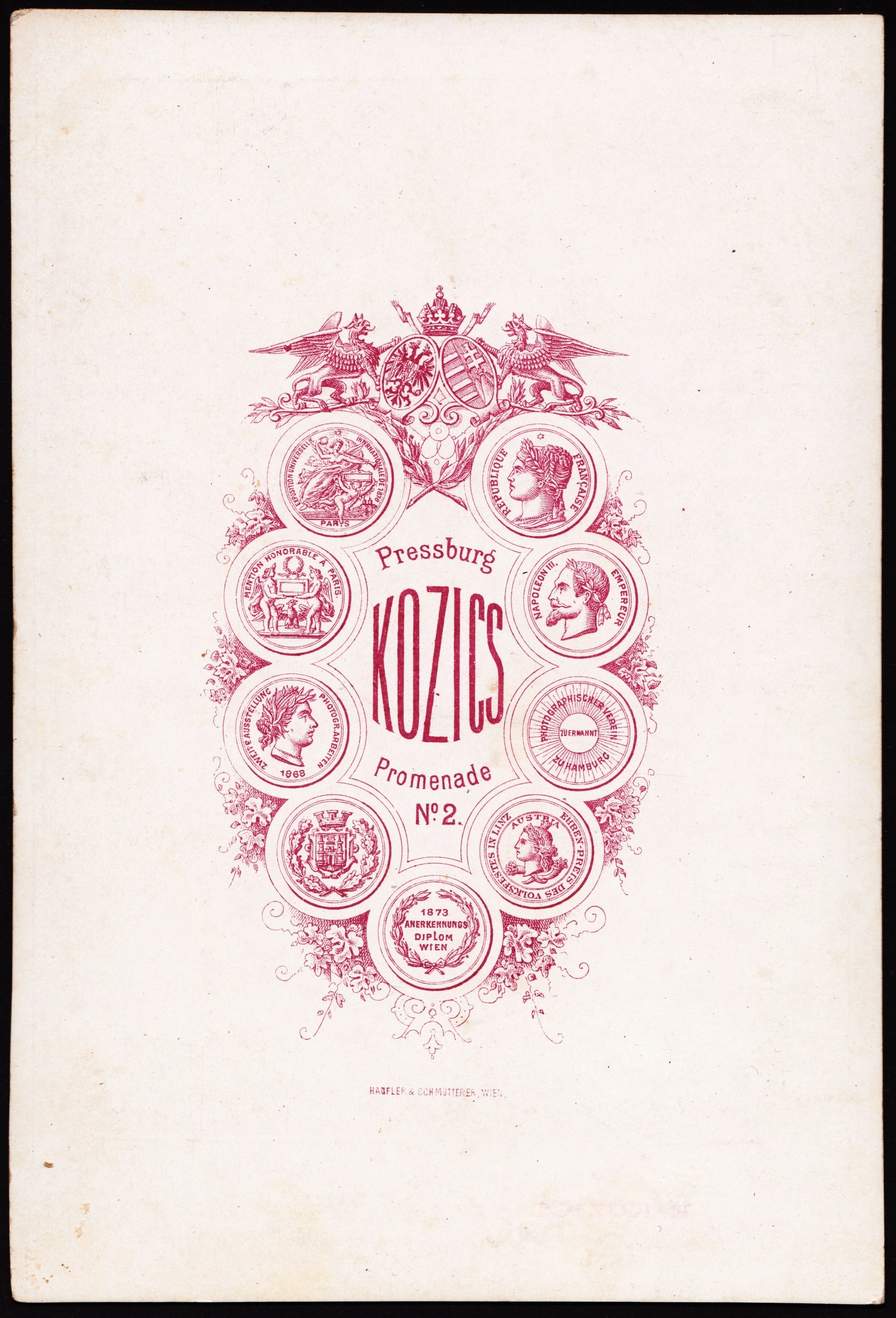
Reverzní strana fotografií, ateliér na adrese Promenade 2
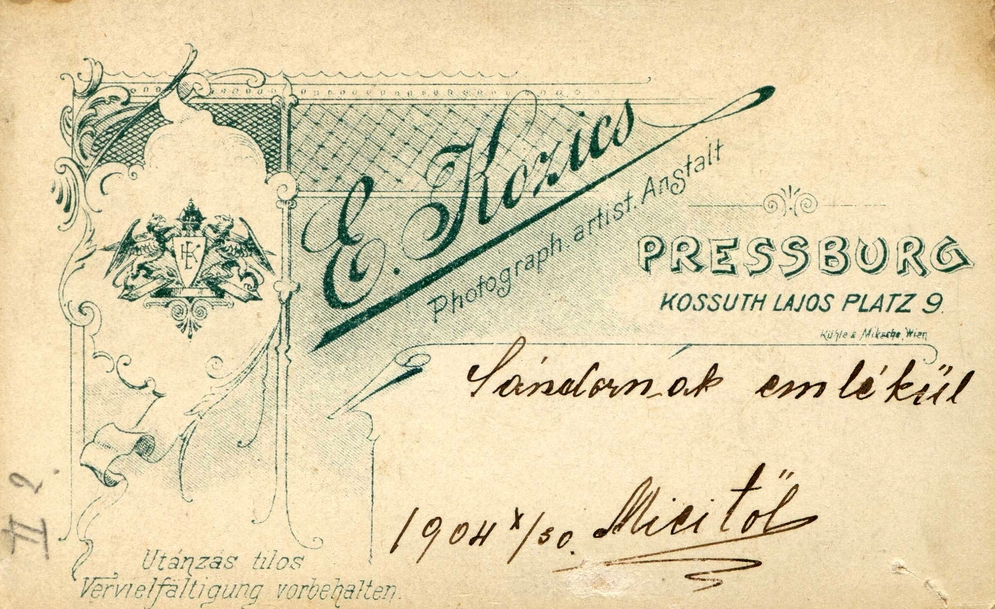
Revers fotografie po přejmenování adresy na Kossuth Lajos Platz
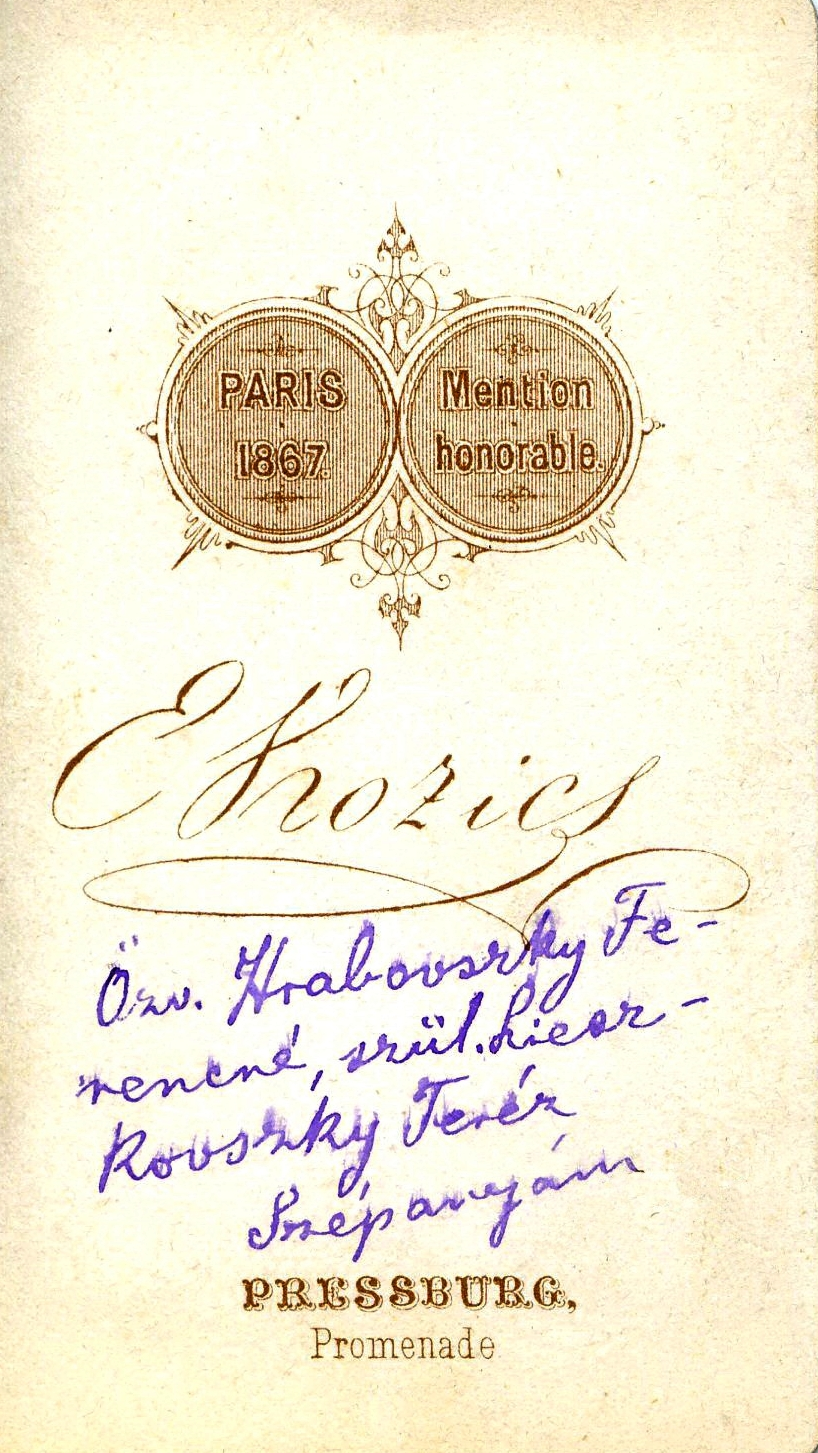
Revers fotografie s medailí z Paříže z roku 1867